# モートン・フェルドマン
モートン・フェルドマン（Morton Feldman、1926年1月12日 - 1987年9月3日）は、米国出身の作曲家。図形譜の発案者であり、演奏時間の長い静謐な作品が多いことも重要な特徴である。

## 生涯と作風

### 第一期
1926年ニューヨーク生まれ。フェルッチョ・ブゾーニ門下の Madame Maurina-Pressにピアノを師事し、ワリングフォード・リーガーとシュテファン・ヴォルペに作曲を師事した。しかし、彼ら教師の作曲観に同意出来ないことが多く、議論を交わすことも珍しくなかった。この時期、既に作曲を始めていたが、後に彼を特徴付けるスタイルとは大きく異なるものであった。当時の作品に、ピアノソロの為の「イリュージョン」があるが、そこにはヴォルペ譲りのテクスチュアのなかに、同音固執などの後年の要素も聴かれる。

### 第二期
1950年、ニューヨーク・フィルハーモニックの演奏会に足を運び、アントン・ヴェーベルンの「交響曲」を聴く。その演奏会場でジョン・ケージと知り合った。ケージに影響されたフェルドマンは、セリー技法や伝統和声の制約といった過去の作曲体系とは全く関係を持たない作品を書くようになる。グリッドを用いたり、一定時間に奏する音符の個数を明記したりするなど、彼が世界で最初に発案したと見られる図形譜を用いた実験を行った。
図形譜を発案したインパクトは世界中を震撼させ、まずはジョン・ケージが賞賛して可能性を追求した。その結果がケージの「ピアノとオーケストラの為のコンサート」などに影響を与えた。前衛のメッカ、ダルムシュタットでもこの可能性が絶賛され、アール・ブラウン、ボグスワフ・シェッフェル、ローマン・ハウベンシュトック＝ラマティ、アネスティス・ロゴテーティス、シルヴァーノ・ブッソッティなどへ次々と影響が拡散した。ラマティに至っては自作の絵を楽譜だと主張して、その絵を頼りに指揮をして即興したほどであった。記号を演奏者自らが解釈して、結果が読めない音楽を導く流行は、後に偶然性の音楽、不確定性の音楽を生み出す大きなきっかけになった。こうしてフェルドマンは世界的な認知を受けることになるが、フェルドマン自身は「結局は演奏家に好き勝手に楽譜を解釈され、自分の意図と違うものを聞かされる」事に耐えられず、70年代にはこの記譜法を放棄する。

### 第三期
ケージを通じて、ジャクソン・ポロック、フィリップ・ガストン、フランク・オハラを始めとするニューヨーク美術の著名人と知り合うことになる。抽象表現主義の絵画にインスパイアされた彼は、1970年代に「ロスコ・チャペル（1971年）」や「フランク・オハラの為に（1973年）」など、20分級の作品を多数作曲した。「ロスコ・チャペル」は、抽象表現主義の画家マーク・ロスコに捧げられ、ロスコの作品が収容されている同名の建物にて初演された作品である。非常に緻密なリズム操作と美しい音色を特定のパターンで反復する様式を徹底するが、まだ「ピアノ」のようにまだ突発的フォルティシモを使うこともあった。
この時期から世界的な知名度も上がり、大編成の「ピアノとオーケストラ」のように大人数による表現の機会が増加する。しかしながら、演奏時間の制約によるパターン化が避けられず、その後室内楽曲による試みに一旦戻る。

### 第四期
80年代以降は、彼は一つの楽章で所要時間が60分以上、なおかつ音楽全体がピアニシモのままという、非常に長大な作品を作曲し始めた。この時期の作品に、「ヴァイオリンと弦楽四重奏」（1985年、約2時間）、「フィリップ・ガストンの為に」（1984年、約4時間）などがある。特に最後の「弦楽四重奏曲 II」（1983年）は単一楽章（休み無しの繰り返し付き）で5時間半を要する極端な例である。この作品の完全な初演は、1999年にフラックス弦楽四重奏団の手により、ニューヨーク市のクーパー・ユニオン(Cooper Union)にて行われ、不完全版の初演を行ったクロノス・クァルテットもまもなくして完全版の演奏を行っている。また、2003年にはフラックス四重奏団の演奏が録音化された（演奏時間6時間7分）。さらに2006年10月に日本のEnsemble Boisによって千葉市美術館さやホールにて7時間半という史上最長の演奏が行われた。概して、これらの作品は雰囲気の変化に乏しく、全曲に渡って非常に静かな音のみで構成されていることが多い。自身は、静かな音は彼が興味を引く唯一のものであると述べた。世界中でこの曲を持ち歩いているドイツのペレグリーニ弦楽四重奏団でも最長で6時間かけたのが残っていて、2006年11月18日にはドイツのFMで深夜0時から朝6時までノンストップでライヴ放送された。

### 第五期
最晩年に作曲された「コプトの光」を書いた頃には、演奏時間の極端な引き伸ばしに限界を感じ、短くなった分だけ細かい音を敷き詰める様式を模索したかったらしい。その頃には、すでに致命的な膵癌に冒されていた。1987年、年少の女流作曲家バーバラ・モンクと結婚したが、その直後にニューヨーク州バッファロー市の自宅で息を引き取った。
唯一の長大なピアノ曲を捧げた高弟にバニタ・マーカスがおり、彼女へはクラーニヒシュタイン音楽賞が与えられた。ジョン・ケージの招きでミュジ・サーカス内のピアノ出演も予定されていたが、当日のプログラムには「誰も、フェルドマンの代わりは出来ない」と書かれていただけだったという。アメリカ・ニューヨークから楽壇を変える「ニューヨーク楽派」の果敢な挑戦は、フェルドマンの死で事実上終わりを告げた。

## 代表作品

### 劇音楽
- 「～でもなく」（1977年）

### 管弦楽曲
- On Time and the Instrumental Factor (1969年)
- コプトの光（1986年)
- サミュエル・ベケットのために（1987年）

### 声楽曲
- 合唱と楽器 II （1967年）
- ロスコ・チャペル（1971年）
- Three Voices ~Soprano,Tape(or 3 Soprano) (1982年)
- シュテファン・ヴォルペのために（1986年）

### 室内楽曲
- アトランティス（1959年）
- デュレイションズ I-V（1960年 - 1961年）
- デ・クーニング（1963年）
- デンマークの王（1964年）
- フランク・オハラのために（1973年）
- なぜ、パターンなのか？ （1978年）
- 弦楽四重奏曲　I（1979年）
- Patterns in a Chromatic Field  (1981年)(cello,piano)
- ジョン・ケージのために （1982年）
- 歪められたシンメトリー （1983年）
- 弦楽四重奏曲 II （1983年）
- クラリネットと弦楽四重奏（1983年）
- ピアノと弦楽四重奏（1985年）
- ヴァイオリンと弦楽四重奏（1985年）
- クリスチャン・ウォルフのために（1986年）
- フィリップ・ガストンのために

### 鍵盤楽曲
- 最後の小品（1959年）
- ピアノ（1977年）
- 三和音の記憶 (トライアディック・メモリーズ)（1981年） - 3人のピアニスト（デイヴィッド・チューダー、ロジャー・ウッドワード、高橋アキ）の思い出に関する作品[10]。
- バニタ・マーカスのために（1985年）
- マリの宮殿（1986年）

## 試聴サイト
- Art of the States: Morton Feldman three works by the composer
- UbuWeb: Morton Feldman featuring The King of Denmark
- Epitonic.com: Morton Feldman featuring tracks from Only -- Works for Voice and Instruments